# Tyler Berger
Tyler Daniel Berger (ur. 22 lutego 1996) – amerykański zapaśnik walczący w stylu wolnym. Triumfator igrzysk panamerykańskich w 2023. Pierwszy w Pucharze Świata w 2022 roku.
Zawodnik Crook County High School z Prineville i University of Nebraska–Lincoln. Trzy razy All-American (2017-2019) w NCAA Division I; drugi w 2019; trzeci w 2018 i piąty w 2017 roku.